# Eva Möllring

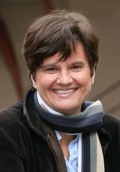
Eva Möllring im Jahr 2010

Eva Möllring, geb. Simons (* 20. Mai 1955 in Hannover) ist eine deutsche Politikerin (CDU).

## Leben und Beruf
Eva Möllring wurde als Tochter des Bauingenieurs Hanns Simons und der Lehrerin Lore Simons geboren. Nach dem Abitur 1974 in Langen/Hessen absolvierte sie ein Studium der Rechtswissenschaft an der Georg-August-Universität Göttingen und der Universität Genf, welches sie 1980 mit dem ersten juristischen Staatsexamen beendete. Nach dem Referendariat legte sie 1982 das zweite Staatsexamen ab und war anschließend als Rechtsanwältin tätig. 1985 erfolgte ihre Promotion zum Dr. jur. an der Universität Göttingen mit der Arbeit Anerkennung und Vollstreckung ausländischer Urteile in Südamerika. Seit 2003 ist sie zusätzlich Mediatorin.
Eva Möllring ist seit 1980 mit dem CDU-Politiker Hartmut Möllring verheiratet und hat drei Kinder.

## Partei
Nachdem sie sich schon im Studium beim Ring Christlich-Demokratischer Studenten engagiert hatte, trat Eva Möllring 1989 in die CDU ein. Sie war von 1995 bis 2003 zunächst stellvertretende Landesvorsitzende und von 2003 bis 2013 Landesvorsitzende der Frauen Union (FU) in Niedersachsen. Von 2001 bis 2015 war sie stellvertretende FU-Bundesvorsitzende, bis 2017 FU-Bundesschatzmeisterin. Im April 2014 wurde sie zur Vorsitzenden der Deutschen Sektion der Europäischen Frauen Union gewählt.

## Abgeordnete
Von 1991 bis 2005 und von 2016 bis 2020 gehörte Eva Möllring dem Kreistag des Landkreises Hildesheim an. Von 2011 bis 2016 war sie Ratsmitglied der Stadt Hildesheim, von 2009 bis 2013 Stadtverbandsvorsitzende.
Von 2005 bis 2009 war sie Mitglied des Deutschen Bundestages der 16. Wahlperiode.
Eva Möllring war über die Landesliste Niedersachsen in den Bundestag eingezogen.

Sonstige Ämter und Mandate
Eva Möllring war von 2002 bis 2010 Mitglied des NDR-Rundfunkrats und anschließend von 2010 bis 2018 Mitglied des NDR-Verwaltungsrates.

## Schriften
- Anerkennung und Vollstreckung ausländischer Urteile in Südamerika, WiRe, Göttingen 1985, ISBN 3-88415-453-2 (zugleich Dissertation Universität Göttingen)
- So wurden wir, was wir sind. CDU-Frauen in politischen Führungspositionen, ISBN 978-3-00-037603-0 zu beziehen über die Frauen Union Niedersachsen
- Nordstadt – Hotspot in Hildesheim, Gerstenberg-Verlag, Hildesheim 2016, ISBN 978-3-8067-8811-2